# Dave Wright
David „Dave“ Wright (* 10. April 1965 in Killamarsh) ist ein englischer Badmintonspieler. 

## Karriere
Dave Wright nahm 1992 im Herrendoppel mit Nick Ponting an Olympia teil. Sie verloren dabei in Runde zwei und wurden somit 9. in der Endabrechnung. Wright gewann mehrfach die Welsh International und die englischen Einzelmeisterschaften. Außerdem war er auch bei den Austrian International, Dutch Open, Irish Open, Mauritius International und den Iceland International erfolgreich.

## Sportliche Erfolge
| Saison | Veranstaltung                  | Disziplin    | Platz | Name                            |
| ------ | ------------------------------ | ------------ | ----- | ------------------------------- |
| 1988   | Welsh International            | Herrendoppel | 1     | Nick Ponting / David Wright     |
| 1989   | Welsh International            | Mixed        | 1     | David Wright / Claire Palmer    |
| 1989   | Welsh International            | Herrendoppel | 1     | Nick Ponting / David Wright     |
| 1990   | Austrian International         | Herrendoppel | 1     | David Wright / Nick Ponting     |
| 1990   | Welsh International            | Herrendoppel | 1     | Nick Ponting / David Wright     |
| 1991   | Irish Open                     | Herrendoppel | 1     | Nick Ponting / Dave Wright      |
| 1991   | England: Einzelmeisterschaften | Herrendoppel | 1     | Nick Ponting / David Wright     |
| 1992   | Dutch Open                     | Mixed        | 1     | Dave Wright / Sara Sankey       |
| 1992   | Welsh International            | Herrendoppel | 1     | Nick Ponting / Dave Wright      |
| 1993   | Iceland International          | Mixed        | 1     | Dave Wright / Lorraine Thomas   |
| 1993   | Iceland International          | Herrendoppel | 1     | Dave Wright / Julian Robertson  |
| 1993   | England: Einzelmeisterschaften | Herrendoppel | 1     | Julian Robertson / David Wright |
| 1994   | Mauritius International        | Herrendoppel | 1     | Michael Adams / Dave Wright     |
| 1996   | Mauritius International        | Mixed        | 1     | Dave Wright / Lorraine Cole     |
| 1996   | Mauritius International        | Herrendoppel | 1     | Nitin Panesar / Dave Wright     |